# Nydia Quintero
Nydia Quintero Turbay de Balcázar (Neiva, 22 de octubre de 1931-Bogotá, 30 de junio de 2025) fue una líder cívica y filántropa colombiana de ascendencia libanesa. Ocupó el cargo protocolar de primera dama de Colombia entre 1978 y 1982 debido a su matrimonio con el presidente Julio César Turbay.
Fue la creadora y directora de 1975 a 2016 de la entidad sin ánimo de lucro, Fundación Solidaridad por Colombia, que realiza desde 1979 la llamada Caminata de la Solidaridad, un evento benéfico que consiste en una caravana de artistas en un desfile de carrozas en la ciudad de Bogotá, que en años recientes también ha incluido una carrera a pie y un festival musical; con el fin de recaudar fondos para los programas sociales de la fundación, que tienen como eje central la educación, salud y recreación de niños y adolescentes de escasos recursos en Colombia.
Su hija Diana, una afamada periodista, fue secuestrada por Pablo Escobar en 1990 y asesinada en un fallido intento de rescate en enero de 1991. El asesinato conmocionó al país. Quintero había intentado persuadir al entonces presidente César Gaviria de no realizar un intento de rescate y tras el fallecimiento lo culpó de la muerte de su hija.
En junio de 2025 su nieto Miguel Uribe Turbay, hijo de su asesinada hija Diana, sufrió un atentado contra su vida. Semanas más tarde Nydia Quintero falleció debido a complicaciones por su avanzada edad.

## Biografía
Nydia Quintero Turbay nació en Neiva, Huila, el 22 de octubre de 1931, en el seno de una familia tradicional de inmigrantes libaneses. Estudió en el colegio de La Presentación de Neiva, con las monjas Dominicas Terciarias de Funza, y en el colegio de monjas El Rosario de Bogotá. Tras el fallecimiento de su padre, Nydia fue becada para continuar estudios en el Liceo Nacional Femenino Antonia Santos, de Neiva.
Esa educación y la muerte de su padre despertaron en ella el sentimiento de empatía con los más necesitados, pues además cuenta que acompañaba a su madre a llevar alimento y enseres a personas necesitadas, afectadas por inundaciones y desastres naturales de todo tipo, y a acompañar personas solas o de avanzada edad que estaban enfermas.
A los 16 años, antes de su matrimonio, fue testigo directa de los acontecimientos de El Bogotazo, desencadenados tras el asesinato del abogado y líder liberal Jorge Eliécer Gaitán, el 9 de abril de 1948, ya que ella se encontraba en el Teatro Colón, frente al Palacio de San Carlos en sus clases de ballet, y los hechos ocurrieron a pocas calles del magnicidio.

### Fundación Solidaridad por Colombia (1975-)

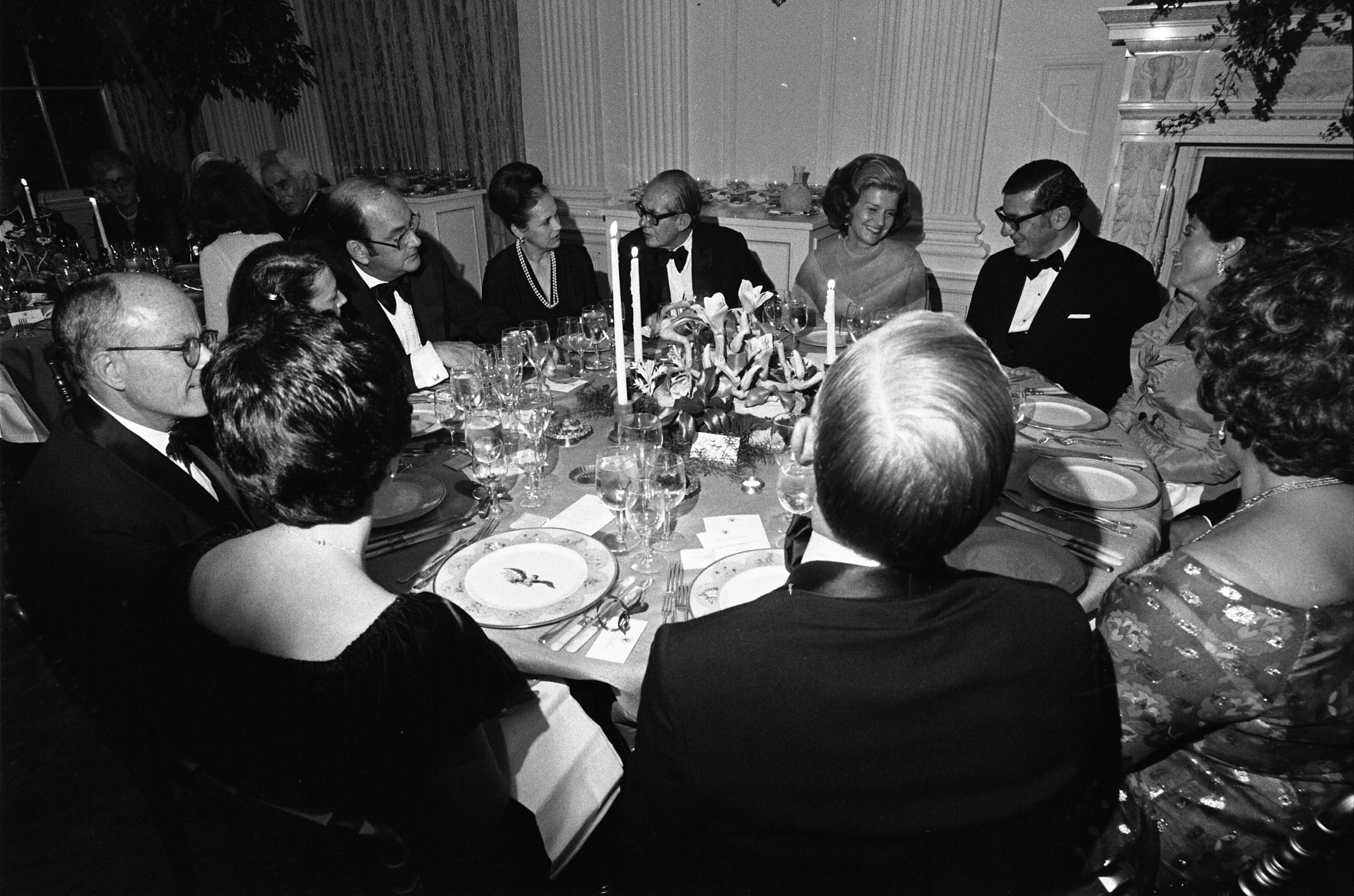
Nydia en una cena con su primer esposo Julio César Turbay, el presidente Alfonso López Michelsen, la primera dama Betty Ford y su comitiva, 1975.

La labor política y diplomática de su esposo le permitió recorrer el país, y conocer de primera mano las necesidades de los colombianos de bajos recursos. Además, los secuestros de Oliverio Lara y Harold Eder en los años 60, la impactaron profundamente.
Por lo anterior, en 1975, fundó junto a su hija Diana la Fundación Solidaridad por Colombia, como una entidad sin ánimo de lucro para apoyar a los colombianos de bajos recursos en programas de educación, con el respaldo por personalidades colombianas y filántropos. Nydia declaró:

"Yo quería contagiar a mucha gente, que se volvieran solidarios por la educación y la paz del país."
Nydia Quintero, 1975

Para no mezclar sus actividades filantrópicas con el proselitismo político de su esposo, quien para 1977 comenzó a preparar su candidatura a la presidencia, Nydia suspendió las actividades de la Fundación. A pesar de que practicaba golf y jugaba bridge con sus amigas y esposo (quien era un aficionado y frecuente jugador), según declaró en 2001, suspendió sus hobbies para dedicarse de tiempo completo a la fundación.

### Primera Dama de Colombia (1978-1982)
Su esposo Julio César Turbay fue elegido presidente de Colombia en 1978 con la promesa de tener mano dura contra la insurgencia, posesionándose el 7 de agosto de ese año. Sobre su papel como primera dama, Nydia declaró años después:

"Mi misión era acompañar al presidente, estar cerca de la gente, conocer sus problemas… Era consciente de que podía hacer muchas cosas, inventándomelas, porque no había ninguna directriz. La única actividad de la primera dama era presidir el Instituto Colombiano de Bienestar Familiar."
Nydia Quintero

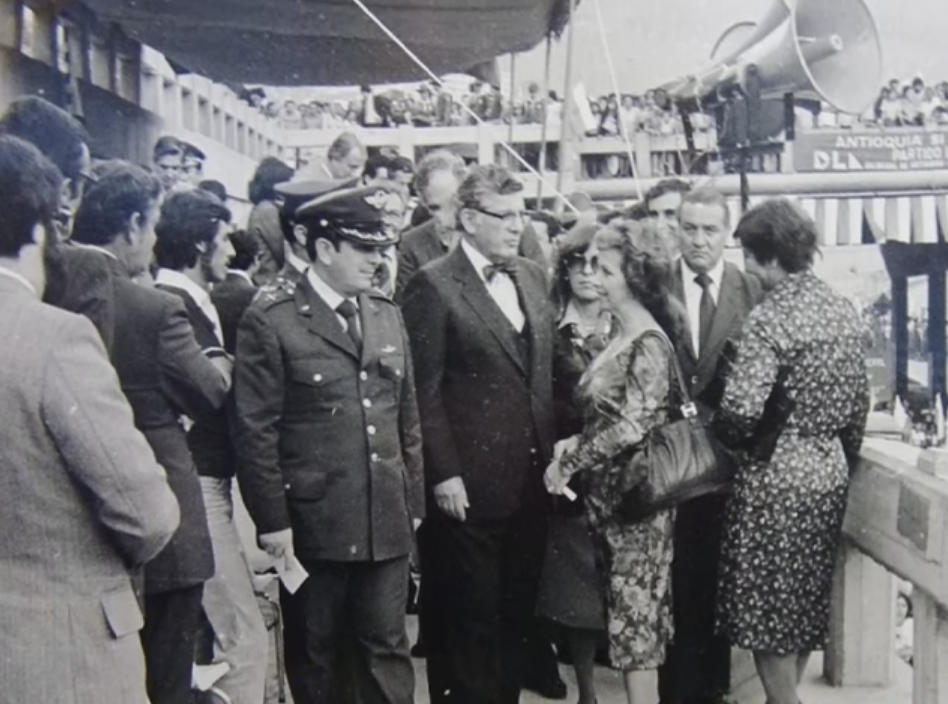
La pareja presidencial con la esotérica Regina 11, a mediados de 1978.

Como cabeza del ICBF,  amplió la cobertura de la atención que brindaba el ente a menores de 16 años, ya que hasta es momento sólo se brindaba ayuda a menores de 7 años, además de promover una ley en el Congreso de Colombia para regular el trabajo infantil, y abrió 3 centros comunitarios en los cerros de Bogotá, que empezaron a construirse años antes. Su hija Diana, por su parte, se convirtió en secretaria privada del presidente Turbay.
El 31 de agosto de 1979 oficializó su fundación, e institucionalizó «la Caminata de la Solidaridad» el 12 de octubre del mismo año, con el fin de brindar recreación a los bogotanos y recaudar fondos, que desde entonces se realiza el último domingo del mes de agosto. En dicho evento desfilan carrozas con personalidades y artistas por las carrera séptima de Bogotá, con el fin de recaudar fondos para financiar los programas de ayuda de la fundación Solidaridad por Colombia, ampliándola al campo de la salud y el bienestar social, además de la educación.
A través de la fundación, Nydia ejerció una labor muy activa en los programas sociales del gobierno de Colombia como Primera Dama de Colombia. En diciembre de 1979, convirtió la Casa de Nariño en un centro de acopio para damnificados por el tsunami en Tumaco, sitio al que se desplazó personalmente para apadrinar a niños sobrevivientes de la tragedia.  El mismo año de todos estos sucesos, fue condecorada con la Gran Cruz de la Orden de Isabel la Católica, por la monarquía española, como referente del trabajo social en el mundo.

### Postpresidencia de Turbay
A pesar de que su esposo entregó el mando el 7 de agosto de 1982, Nydia continuó con su labor filantrópica. Además de las personalidades de Colombia, la Caminata de la Solidaridad anualmente reunió a personajes internacionales, entre ellos el comediante mexicano Cantinflas en 1980, el elenco del programa mexicano El Chavo del Ocho en 1981, los integrantes del grupo musical juvenil puertorriqueño Menudo en 1983, el jugador de fútbol brasileño Pelé en 1984, entre muchos otros personajes del espectáculo. Salvo por el asesinato de Luis Carlos Galán, el 18 de agosto de 1989 (siendo cancelada la caminata por motivos de seguridad), el recorrido se ha hecho de manera ininterrumpida hasta la fecha.

#### Asesinato de Diana Turbay

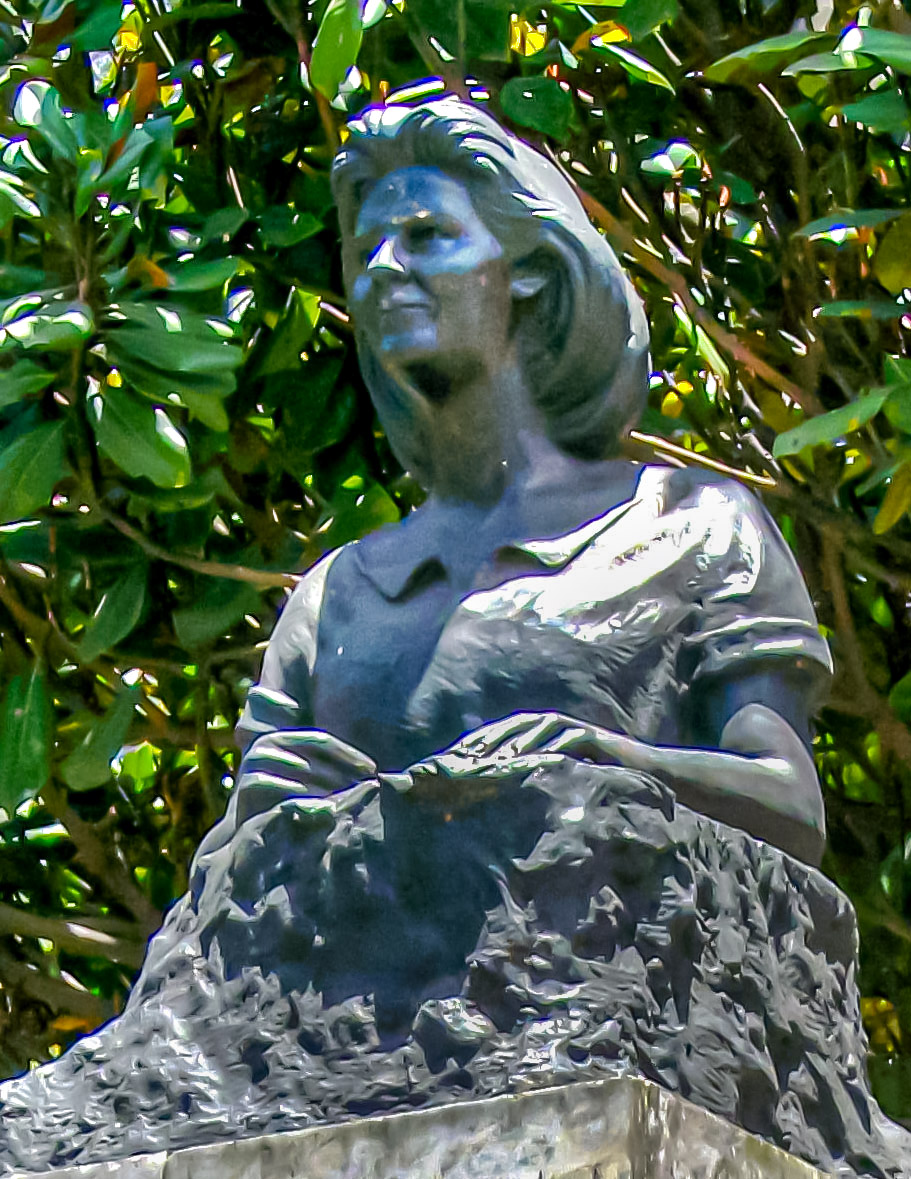
Busto de Diana Turbay en Bogotá.

El 30 de agosto de 1990, su hija Diana Turbay fue secuestrada junto a su equipo de periodista por el capo del narcotráfico Pablo Escobar, tras haber sido engañada por sus sicarios con obtener una supuesta entrevista para el noticiero Criptón con el Cura Pérez, comandante del ELN, y con ello dar inicio a un proceso de paz como el realizado con el M-19 meses antes, y donde intervino Diana y su padre, el expresidente Turbay. El secuestro fue parte de una estrategia de Escobar para presionar la caída del Tratado de Extradición con Estados Unidos.
A pesar de las reiteradas peticiones de Nydia de no iniciar un rescate de Diana, el ejército colombiano inició operativos para liberar a la periodista, siendo ubicada en una finca en Antioquia, donde, en confusos hechos, resultó herida de muerte en su abdomen, y murió 3 horas después en un hospital de Medellín, el 25 de enero de 1991. El crimen conmocionó al país, y se debate a la fecha la responsabilidad del gobierno en el fallido rescate, ya que el presidente Gaviria siempre negó que hubiese autorizado la operación, por las reiteradas solicitudes de sus padres. 
El funeral de Diana fue un acontecimiento nacional de gran envergadura. A raíz de los sucesos, la Fundación Solidaridad por Colombia creó un programa de becas en su honor para estudiantes de familias desfavorecidas. Desde el fallecimiento de su hija Diana, Nydia decidió vestir de luto de forma permanente.

### Últimos años y fallecimiento
En septiembre de 2016 Nydia le cedió la presidencia de la fundación a su nieta María Carolina Hoyos Turbay, hija mayor de su fallecida hija Diana Turbay.
En sus últimos años de vida, Nydia padecía demencia senil y pocas veces hablaba, según su familia por varios meses solo repetía la frase «hay que hacer lo correcto», sin embargo en los últimos meses de vida permanecía en silencio. El 7 de junio de 2025, minutos antes del atentado a su nieto, de acuerdo a lo narrado por su familia, Quintero habría dicho a la enfermera que la cuidaba «Hay que ponerle un trapito blanco en la cabeza a Miguel» la enfermera extrañada le comentó a los familiares, minutos más tarde Uribe Turbay recibiría dos impactos de bala en su cabeza. Debido al estado mental de Nydia, su familia no le comunicó expresamente lo sucedido con su nieto.
Durante el momento de recuperación de Miguel Uribe en el hospital de la Fundación Santa Fe de Bogotá, Nydia fue internada en la misma institución por complicaciones de salud. Falleció días después a sus 93 años. Su cuerpo fue expuesto en cámara ardiente en el Capitolio Nacional de Bogotá, hasta el 2 de julio de 2025. Su nieto falleció meses después.

## Familia
Nydia era hija de Jorge Quintero Céspedes y Adhalía Turbay Ayala.
Su madre era hija del noble libanés, el jeque Antonio Amín Turbay, noble cristiano natural de Tanaoure, en el Líbano, quien se radicó en Cartagena, haciéndose amigo y socio del presidente Rafael Núñez, y luego radicandose en Bogotá, donde se casó con la colombiana Rosaura Ayala. En segundo matrimonio, su madre se casó con Jorge Vargas Cualla.
Su tío era el abogado Aníbal Turbay Ayala, cuyo hijo, Aníbal Turbay Bernal tenía tratos con narcotraficantes colombianos desde comienzos de los años 80, y de hecho, estaba comprometido con la periodista Virginia Vallejo García, por el tiempo que conocieron a Pablo Escobar en su Hacienda Nápoles, a principios de 1982. Aníbal es hermano de Gabriel Turbay Bernal, Padre de la actriz, presentadora y Virreina Universal de 1992, Paola Turbay Gómez; uno de sus hermanos es el músico Juan Gabriel Turbay, compañero en Poligamia del músico Andrés Cepeda.

### Matrimonios y descendencia

#### Primer matrimonio

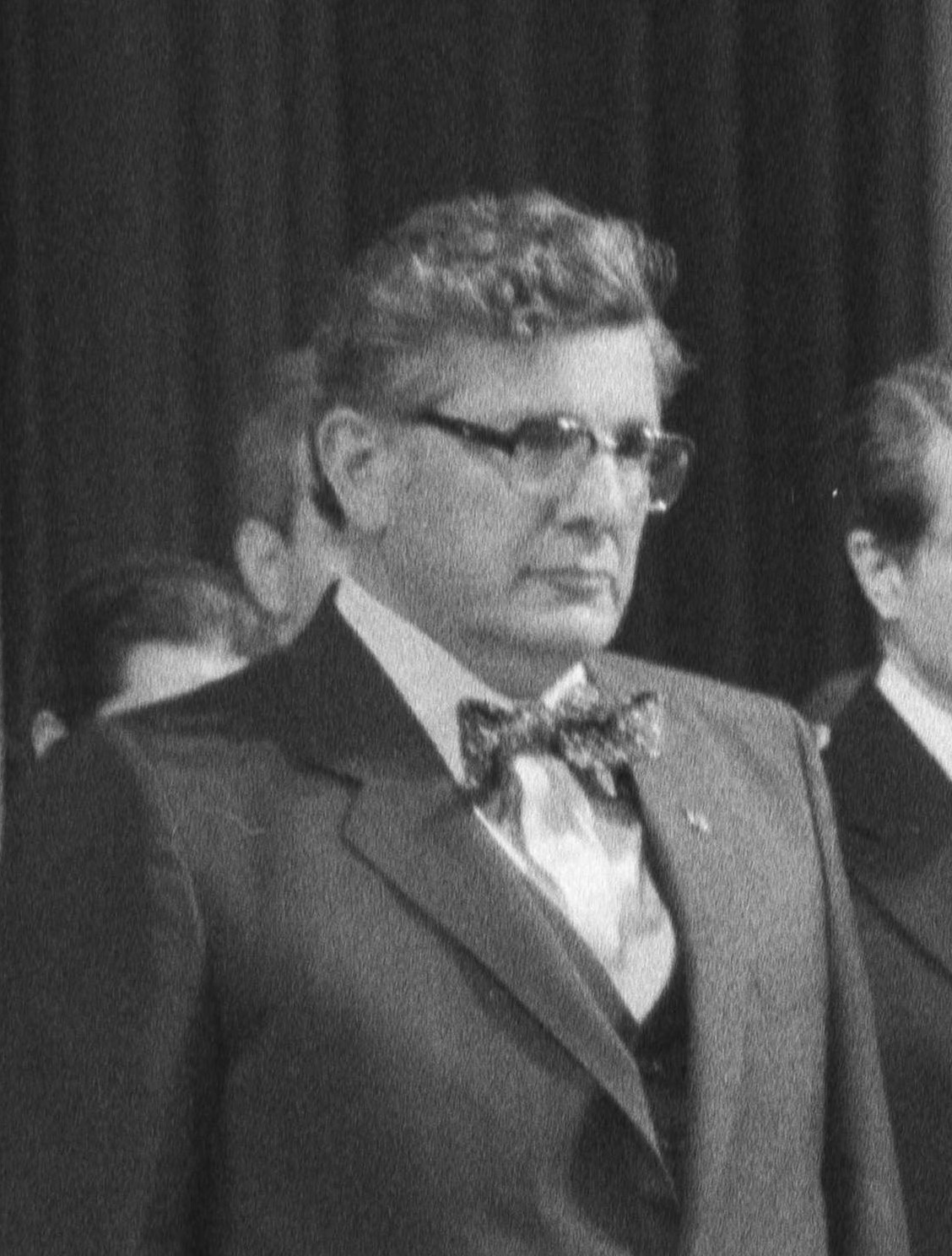
Su primer esposo y tío, el presidente Julio César Turbay Ayala.

El 1 de julio de 1948, a la edad de 16 años, Nydia contrajo matrimonio en Bogotá con su tío materno, Julio César Turbay Ayala, de 32 años. Turbay era entonces miembro de la Cámara de Representantes por el Partido Liberal Colombiano.
De su primer matrimonio tuvo cuatro hijos, Diana (periodista y activista política secuestrada y asesinada en un enfrentamiento entre la Fuerza Pública y sus captores del Cartel de Medellín), la periodista y diplomática Claudia, María y el político Julio César Turbay Quintero, quien fue contralor general de la República.
Su hija Diana fue madre con el empresario Miguel Uribe Londoño, del político uribista y senador Miguel Uribe Turbay quien sufrió un atentado en 2025, durante actos públicos para el lanzamiento de su precandidatura a la presidencia para las elecciones de 2026. Tras el asesinato de su hija Diana, Nydia había cumplido un importante rol en la crianza de sus hijos, María Carolina y Miguel, quienes por ser hijos de diferentes padre fueron separados tras el fallecimiento de su madre. Quintero se esforzó por que sus nietos mantuvieran una relación cercana.

#### Segundo matrimonio
En 1983, Nydia y el expresidente Turbay se divorciaron, y ella se casó nuevamente con el político liberal y ex designado presidencial, Gustavo Balcázar Monzón, con quien estuvo casada hasta su muerte en 2025. El matrimonio, sin embargo, no se anuló canónicamente hasta 1986, cuando el propio Papa Juan Pablo II encontró probada la nulidad por la consanguinidad de los cónyuges, tras lo cual, Turbay se casó con la escritora Amparo Canal Sandoval, su antigua consuegra y descendiente del general Leonardo Canal.

## Distinciones honoríficas
- Dama gran cruz de la Orden de Isabel la Católica (1979).[37]